# Oluwafemi Oladejo
Oluwafemi Oladejo (Sacramento, 20 settembre 2003) è un giocatore di football americano statunitense che milita nel ruolo di defensive end per i Tennessee Titans della National Football League (NFL).

## Carriera universitaria

### California
In due stagioni con I California Golden Bears nel 2021 e 2022, Oladejo disputò 21 partite, mettendo a segno 129 tackle, un sack, un passaggio deviato, un intercetto, un fumble forzato e uno recuperato. Dopo la stagione 2022 optò per cambiare istituto.

### UCLA
Nel 2023 Oladejo passò a giocare per gli UCLA Bruins. Vi giocò per due stagioni e 25 partite, totalizzando 111 placcaggi, 5 sack, 5 passaggi deviati, un intercetto e 2 fumble recuperati. Nel 2024 passò dal ruolo di middle linebacker a quello di defensive end.

## Carriera professionistica

### Tennessee Titans
Oladejo fu scelto nel corso del secondo giro (52º assoluto) del Draft NFL 2025 dai Tennessee Titans.

## Vita privata
I genitori di Oladejo sono nati in Nigeria. Il suo nome di battesimo significa "Dio mi ama" in lingua yoruba.